# Gosbank

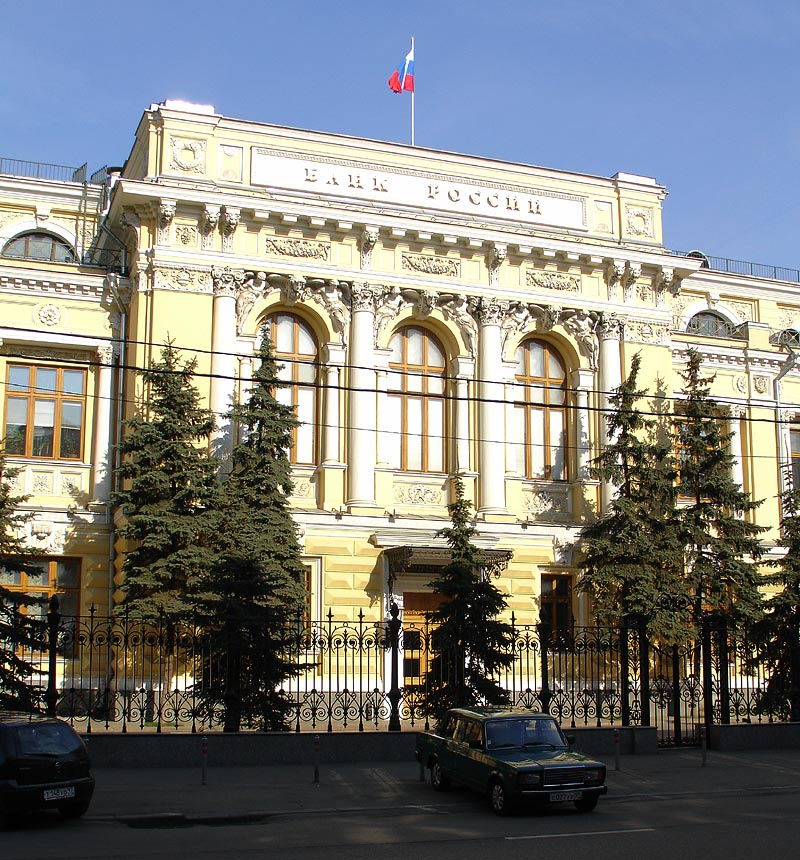
Gebäude der russischen Zentralbank in Moskau

Die Gosbank: russ. Kurzw. für Gossudarstwenny Bank (russisch Госбанк, Государственный банк СССР – Staatsbank der UdSSR; mit ca. 5000 Filialen größte Bank der Erde) war die Zentralbank der Sowjetunion und zwischen den 1930er Jahren und 1987 de facto ihre alleinige Bank.
Sie unterstand dem Volkskommissariat für Finanzen (Narkomfin, später Ministerium für Finanzen) und war ein zentrales Instrument der Wirtschaftspolitik.

## Aufgaben
Der Gosbank oblag die monetäre Kontrolle, ob Unternehmen den Plan einhielten. Sie ergriff geldpolitische Maßnahmen, versorgte die sowjetische Volkswirtschaft mit Geld und verwaltete die staatlichen Goldreserven. Bis 1988 unterstanden ihr die Sparkassen der Union.

### Plankontrolle
Zur Zeit des Stalinismus mussten sämtliche bargeldlosen Zahlungen über die Gosbank abgewickelt werden. Diese  wurden dann – und nur dann – genehmigt, wenn sie mit den im Plan vorgesehenen Zahlungen übereinstimmten. Da Unternehmen untereinander niemals bar zahlen durften, lag jegliche Zahlungsverkehrsabwicklung und -verrechnung unter Produktionsbetrieben in den Händen der Staatsbank. Dies ermöglichte der Gosbank theoretisch eine vollständige Übersicht über das wirtschaftliche Geschehen und sie nahm als Kontrollinstanz der Unternehmen eine zentrale Rolle ein. Weitere Kontrollen waren beispielsweise durch Inspektion der Buchhaltung oder Parteifunktionäre im Unternehmen möglich.

### Geldpolitik
In ihrer Geldpolitik war die Gosbank systembedingt beschränkt: Preise und Löhne  waren zentral festgelegt und aus politischen Gründen fixiert oder durften sich nur äußerst langsam ändern. Die Geldmenge ergab sich direkt aus den Vorgaben des Gosplan. Da kein unabhängiger Bankensektor existierte, kam eine Zinssteuerung nicht in Frage.

## Geschichte
Infolge der Oktoberrevolution stellten alle privaten Banken ihr Geschäft ein. Die Angestellten wurden zwar weiter entlohnt, erhielten aber, in der Hoffnung, hierdurch den Fall des bolschewistischen Systems zu erreichen, die Weisung, keinerlei Banktätigkeit mehr nachzukommen. Bis zum Ende des Jahres gelang es jedoch den Bolschewisten, sämtliche Banken durch militärische Kontrolle zu nationalisieren.

### Präsidenten
| Zeitraum  | Präsident              |
| --------- | ---------------------- |
| 1921–1924 | Aaron Scheinmann       |
| 1924–1926 | Nikolai Tumanow        |
| 1926–1929 | Aaron Scheinmann       |
| 1929–1930 | Georgi Pjatakow        |
| 1930–1934 | Moissei Kalmanowitsch  |
| 1934–1936 | Lew Marjassin          |
| 1936–1937 | Solomon Kruglikow      |
| 1937–1938 | Alexei Gritschmanow    |
| 1938–1940 | Nikolai Bulganin       |
| 1940      | Nikolai Sokolow        |
| 1940–1945 | Nikolai Bulganin       |
| 1945–1948 | Jakow Golew            |
| 1948–1958 | Wassili Popow          |
| 1958      | Nikolai Bulganin       |
| 1958–1963 | Alexander Korowuschkin |
| 1963–1969 | Alexei Poskonow        |
| 1969–1976 | Mefodi Sweschnikow     |
| 1976–1986 | Wladimir Alchimow      |
| 1986–1987 | Wiktor Demenzew        |
| 1987–1989 | Nikolai Garetowski     |
| 1989–1991 | Wiktor Geraschtschenko |